# Коле Фјорито (Терамо)
Коле Фјорито (итал. Colle Fiorito) је насеље у Италији у округу Терамо, региону Абруцо.
Према процени из 2011. у насељу је живело 33 становника. Насеље се налази на надморској висини од 610 м.